# Parafia Świętych Apostołów Piotra i Pawła w Samogródzie
Parafia Świętych Apostołów Piotra i Pawła – parafia prawosławna w Samogródzie, w dekanacie Sokółka diecezji białostocko-gdańskiej.
Na terenie parafii funkcjonuje 1 cerkiew:
- cerkiew Świętych Apostołów Piotra i Pawła w Samogródzie – parafialna

## Liczba wiernych i zasięg terytorialny
W 2017 parafia liczyła 194 osoby zamieszkujące miejscowości: Suchynicze, Chmielowszczyzna, Knyszewicze, Słoja, Słójka, Babiki, Miszkieniki Małe, Zubrzyca Wielka.

## Wykaz proboszczów
- 1969–1971 – ks. Anatol Konach
- od 1.10.2009 – ks. Adrian Charytoniuk